# Nothing Is Easy: Live at the Isle of Wight 1970
Nothing Is Easy: Live at the Isle of Wight 1970 — живий альбом англійської групи Jethro Tull, який вийшов 2 листопада 2004 року.

## Композиції
1. My Sunday Feeling – 5:22
2. My God – 7:33
3. With You There to Help Me – 10:00
4. To Cry You a Song – 5:42
5. Bourée – 4:36
6. Dharma for One – 10:10
7. Nothing Is Easy – 5:38
8. We Used to Know / For a Thousand Mothers – 10:37

## Учасники запису
- Мартін Барр — гітара
- Ян Андерсон — гітара, вокал
- Гленн Корнік — бас-гітара
- Клайв Банкер — барабани
- Джон Еван — клавіші